# Meuselwitz (Colditz)
Meuselwitz ist seit 2011 ein Ortsteil der Stadt Colditz im Landkreis Leipzig in Sachsen, zuvor war der Ort ein Ortsteil von Zschadraß.

## Lage und Erreichbarkeit
Meuselwitz liegt ca. 5 km östlich der Stadt Colditz und ist über die S44 mit ihr verbunden.

## Geschichte
Als Siedlung wurde Meuselwitz erstmals 1297 unter dem Namen Mizletitz in Urkunden erwähnt.
1548 nennt das Amtserbbuch von Kloster Buch zu Meuselwitz „8 besessene Mann, darunter 6 Pferdner, die sind alle dem Kloster Buch lehen- und zinsbar.“ mit 13½ Hufen. Der Zeitpunkt der Übertragung ist nicht bekannt. Das Obergericht gehörte ins Amt Colditz, das Erbgericht ins Amt Kloster Buch. 
Der Ort war nach Seifersdorf gepfarrt.
Am 1. Januar 1952 wurde Meuselwitz nach Bockwitz eingemeindet.